# Космос-900
«Космос-900» («Овал», заводское обозначение АУОС-3-Р-О ) — советский научно-исследовательский спутник, запущенный  для исследований энергичных заряженных частиц солнечного происхождения в магнитосфере Земли, магнитосферно-ионосферного взаимодействия и полярных сияний.
«Космос-900» создан в КБ «Южное» на платформе АУОС-З и построен на Южном машиностроительном заводе. «Космос-900» был вторым спутником на платформе «АУОС-З» и первым аппаратом этого типа, запущенным для исследования околоземного пространства (задачей первого аппарата серии, «Интеркосмос-15», были технологические эксперименты на новой спутниковой платформе и проверка телеметрической системы).

## Конструкция
Аппарат «Космос-900» был построен платформе АУОС-З, разработанной в КБ «Южное» специально для научно-исследовательских спутников. Базовая конструкция платформы представляла собой герметичный цилиндрический корпус диаметром 100 см и высотой 260 см, в котором поддерживался постоянный тепловой режим. Внутри корпуса размещались аккумуляторные батареи и основные служебные системы спутника. Источником энергии служили восемь установленных снаружи панелей солнечных батарей общей площадью 12,5 м². Батареи, не имевшие отдельной системы ориентации на Солнце, раскрывались в полёте на угол 30° относительно корпуса, выбранный как обеспечивающий оптимальное освещение батарей при наихудших условиях. Мощность, выделяемая на полезную нагрузку спутника в максимуме достигала 230 Ватт. На наружной части корпуса располагались также датчики и приборы бортовых систем и антенны радиотехнического комплекса. Постоянная ориентация спутника на Землю обеспечивалась гравитационным стабилизатором на выдвижной штанге. Для ориентации и стабилизации корпуса аппарата по направления полёта использовался двухскоростной маховик с электромагнитной разгрузкой. Единая телеметрическая система обеспечивала как управление аппаратом, так и передачу информации от научных приборов в международном радиодиапазоне, позволяя принимать данные участникам совместных экспериментов по программе «Интеркосмос». Запоминающее устройство на магнитной ленте позволяло сохранять данные в течение 24 часов. Системы спутника обеспечивали управление полётом и проведение научных экспериментов вне зоны радиовидимости наземных пунктов приёма и управления с последующим сбросом результатом во время сеансов связи. Научная аппаратура размещалась в герметичном отсеке на верхней крышке корпуса, её приборы, датчики и антенны устанавливались снаружи на крышке корпуса и на раскрывающихся в полёте выносных штангах.

## Полезная нагрузка
Полная масса спутника «Космос-900» — 1056 кг, из них полезная нагрузка — 150 кг. В составе аппаратуры «Космоса-900» были установлены как приборы, созданные в СССР, так и разработанные специалистами ЧССР и ГДР.
На борту «Космоса-900» были установлены следующие научные инструменты:
- комплекс датчиков заряженных частиц для изучения радиационных поясов и космических лучей;
- спектрометры видимого и ультрафиолетового диапазонов для исследования полярных сияний;
- магнитометры;
- черенковский счетчик для обнаружения заряженных частиц высоких энергий.

## Научная программа
Спутник «Космос-900» был запущен 30 марта 1977 года ракетой «Космос-3М» с космодрома Плесецк и выведен на околополярную орбиту c наклонением 83°, апогеем 523 км, перигеем 460 км и периодом обращения 94,4 минуты. В международном каталоге COSPAR спутник получил идентификатор 1977-023A. При гарантийном сроке 6 месяцев «Космос-900» работал на орбите до прекращения своего существования в ноябре 1979 года.
На «Космосе-900» осуществлялся комплексный научный эксперимент «Овал», целью которого было детальное исследование пространственной и временной картины высыпания частиц различных энергий в ионосферу из невозмущенной магнитосферы и в периоды суббурь. В том числе изучалось воздействие сбрасываемых из магнитосферы частиц на ионосферу в высоких геомагнитных широтах. В ходе эксперимента «Овал» проводились следующие исследования:
- измерения энергетических спектров и углового распределения частиц в магнитосфере Земли;
- изучение «высыпания» заряженных частиц из радиационных поясов в ионосферу на различных широтах;
- изучение динамики частиц в магнитосфере во время магнитных бурь,
- фиксация распределения температуры и концентрации электронов и ионов вдоль траектории движения спутника;
- изучения пространственного распределения видимого и ультрафиолетового излучения полярных сияний.

В ходе проводимых на «Космос-900» измерений были впервые обнаружены потоки релятивистских электронов с энергией порядка 15 МэВ, возникающие в зазоре между радиационными поясами. С этих результатов началось изучение механизмов ускорения заряженных частиц в геомагнитной ловушке, являющееся важным аспектом современных исследований магнитосферы. Были обнаружены отличия потоков альфа-частиц космических лучей над северной и южной полярными областями, на основании этого предположена асимметрия магнитных полей северной и южной гелиосферы. В результате проведенных на «Космосе-900» исследований был выявлен механизм магнитосферно-ионосферного взаимодействия в высоких широтах, ставший основой для современных теорий физики магнитных бурь, суббурь и полярных сияний.

### Комментарии
1. ↑  Авроральная зона (авроральный овал). Дата обращения: 7 июня 2021. Архивировано 15 апреля 2021 года. — область, занимаемая полярными сияниями, находится на высоте ~100-150 км. Окружает геомагнитный полюс, достигает геомагнитной широты ~78° на дневной стороне и ~68° на ночной стороне. С ростом геомагнитной возмущённости расширяется в более южные широты.